# Station Izumi-Sunagawa
 Station Izumi-Sunagawa  (和泉砂川駅,  Izumi-Sunagawa-eki) is een spoorwegstation in de Japanse stad Sennan,gelegen in de prefectuur Osaka. Het wordt aangedaan door de Hanwa-lijn. Het station heeft vier sporen, gelegen aan twee eilandperrons.

## Lijnen

### JR West
| 1,2 | ■ Hanwa-lijn | richting Hineno, Ōtori en Tennōji |
| 3,4 | ■ Hanwa-lijn | richting Kii en Wakayama          |

## Geschiedenis
Het station werd in juni 1930 geopend als station  Shindachi (信達). In 1932 werd de naam veranderd in Hanwa-Sunagawa (阪和砂川), vervolgens in Sunagawaen (砂川園, 1940) en in 1944 in de huidige naam. 

## Overig openbaar vervoer
Er bevindt zich een klein busstation nabij het station.

## Stationsomgeving
- Ruïnes van de Kaie-tempel
- Museum van oudheden
- Chōkei-tempel
- Rinshō-tempel
- Ichioka-schrijn
- Inari-schrijn
- Sennan Shopping Center (winkelcentrum)
- Circle-K